# Declaração dos Direitos dos Estados Unidos
A Carta dos Direitos dos Estados Unidos ou Declaração dos Direitos dos Cidadãos dos Estados Unidos (em inglês: United States Bill of Rights) são as dez primeiras emendas à Constituição dos Estados Unidos. Elas foram introduzidas por James Madison para o Primeiro Congresso dos Estados Unidos em 1789 como uma série de artigos e entrou em vigor em 15 de dezembro de 1791, quando tinha sido ratificada por três quartos dos estados. Thomas Jefferson era um defensor da Bill of Rights.
A Bill of Rights proíbe o Congresso de fazer qualquer lei que respeite um estabelecimento da religião ou proibindo o seu livre exercício, proíbe a violação do "…direito do povo de manter e portar armas …" e proíbe o governo federal de privar qualquer pessoa da vida, liberdade ou propriedade, sem o devido processo legal. Em casos criminais federais, que exige condenação por júri para qualquer capital ou "crime infame", garante um julgamento rápido público com um júri imparcial composto de membros do estado ou do distrito judicial em que o crime ocorreu e proíbe a dupla incriminação. Além disso, a Bill of Rights afirma que "a enumeração na Constituição de certos direitos não deve ser interpretada como negando ou coibindo outros direitos do povo" e reservas de todos os poderes não foram concedidas ao governo federal para a cidadania ou estados. A maioria dessas restrições foram mais tarde aplicadas aos estados por uma série de decisões de aplicação da cláusula do devido processo da Décima Quarta Emenda, que foi ratificada em 1868, após a Guerra Civil Americana.
Madison propôs a Bill of Rights enquanto o conflito ideológico entre Federalistas e antifederalistas, datando de 1787 a Convenção de Filadélfia, ameaçou a ratificação geral da nova Constituição nacional. Ele já respondeu aos oponentes influentes da Constituição, incluindo os proeminentes Pais Fundadores, que argumentaram que a Constituição não deve ser ratificada porque ela falhou em proteger os princípios básicos da liberdade humana. A Bill foi influenciada pela Declaração de Direitos de Virgínia de George Mason em 1776, pela Declaração de Direitos de 1689, obras do Iluminismo referentes aos direitos naturais e pelos documentos políticos Ingleses, tais como a Magna Carta (1215).
Dois artigos adicionais foram propostos para os estados; apenas os últimos dez artigos foram ratificados rapidamente e correspondem à Primeira das Dez Emendas à Constituição. O primeiro artigo lida com o número e repartição dos Representantes dos E.U.A., e nunca se tornou parte da Constituição. O segundo artigo, que limitava a capacidade do Congresso de aumentar os vencimentos de seus membros, foi ratificado dois séculos mais tarde, como a Emenda 27. Embora sejam incorporados no documento conhecido como "Bill of Rights", nenhum artigo estabelece um direito como esse termo é usado hoje.
A Bill of Rights desempenha um papel central nas leis estadunidenses e no governo, e continua a ser um símbolo das liberdades fundamentais e da cultura da nação. Um dos catorze exemplares originais da Carta de Direitos está em exposição pública no Arquivo Nacional em Washington, DC.